# Bệnh Gumboro
Gumboro là một bệnh do virut gây ra, chỉ có ở gà, thường ở 3 – 8 tuần tuổi; không gây bệnh cho các loại gia cầm khác. Bệnh có tính chất truyền lây rộng rãi, rất dễ dàng từ gà bệnh sang gà khỏe qua thức ăn, nước uống, tiếp xúc.

## Biểu hiện bệnh
Khi mắc bệnh, lúc đầu gà chạy nhảy xao xác, mổ cắn lẫn nhau, sau đó gà sốt rất cao, ủ rũ, xù lông, run rẩy, đi lại chậm chạp, thường nằm chụm vào nhau thành đám, đầu gục xuống đất.
Gà bị tiêu chảy, phân trắng có nhầy hoặc nhớt vàng lẫn bọt, thải phân khó do túi huyệt sưng to, chèn hậu môn.
Gà ăn ít hoặc bỏ ăn, chết nhiều trong vòng 3 -4 ngày sau đó giảm chết.
Bệnh thường kéo dài 7 – 8 ngày, sau đó đàn gà dần dần bình phục

## Phòng bệnh
Trước tiên, phải thực hiện tốt các biện pháp kỹ thuật vệ sinh phòng bệnh, an toàn sinh học.
Mua gà giống từ đàn bố mẹ đã tiêm phòng bệnh đầy đủ.
Sử dụng vắc xin phòng bệnh: chủng lần đầu khi gà 5 ngày tuổi, lần thứ hai khi gà 15 ngày tuổi.
Khi gà mắc bệnh: tiêm kháng thể Guboro cho gà; cho gà uống điện giải, vitamin, các thuốc trợ sức, trợ lực; tăng cường chăm sóc nuôi dưỡng.